# Theater De Richel
Theater De Richel (of Theater de Richel, voorheen het Betty Asfalt Complex) is een theater aan de Nieuwezijds Voorburgwal 282, Amsterdam.
Van 1989 tot 2023 werd het theater uitgebaat door Paul Haenen. Sinds de oprichting in 1963 door cabaretgroep Tingel Tangel hebben vele grote namen uit de Nederlandse theaterwereld in het theater gestaan. Vanaf 1 juli 2024 wordt het theater uitgebaat door collectief De Theatertroep en draagt het de naam Theater De Richel.

## Geschiedenis
Het pand met zesraamsgevel dateert in zijn huidige vorm uit ongeveer 1725 en is aangewezen als rijksmonument. Hendrik Bicker (1682-1738), burgemeester van Amsterdam, woonde hier. Het pand heeft echter een geschiedenis die nog veel verder teruggaat.

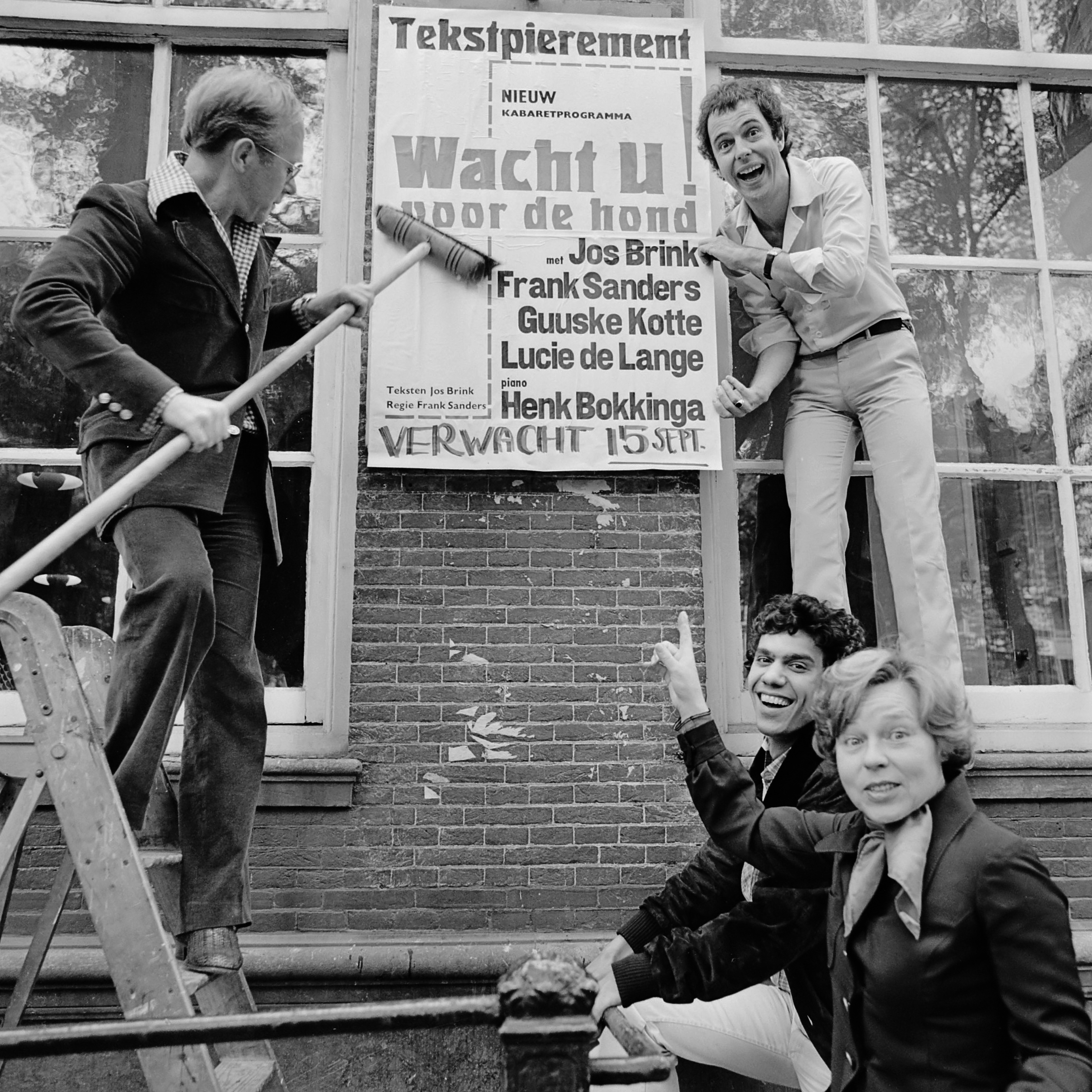
Cabaretiers Sieto Hoving, Jos Brink, Frank Sanders en Marijke Hoving plakken affiches aan de gevel; 1977.

 Van circa 1910 tot 1957 was dit de Prinsenschool. In 1963 bouwde architect Herman P.C. Haan (1914-1996) uit Rotterdam voor cabaretier Sieto Hoving enkele lokalen in het schoolgebouw om tot een klein theater met 145 plaatsen.  Ook werd het pand gesplitst: het linkerdeel kreeg een eigen voordeur en huisnummer (282a) en werd het nieuwe onderkomen van de Engelse Kerk.
Het theater werd genoemd naar de door Hoving opgerichte cabaretgroep Tingel Tangel. Tot in de jaren tachtig van de 20e eeuw speelde hij met Tingel Tangel, in wisselende samenstelling, in dit theater.
In 1989 werd de huur van het theater overgenomen door Paul Haenen en Dammie van Geest, die het hernoemden tot het Betty Asfalt Complex.
In juli 2019 werd het pand, dat aan de Nieuwezijds Voorburgwal 282 gevestigd is, door de gemeente Amsterdam verkocht aan Stadsherstel Amsterdam. Bij deze overname hebben Haenen en Van Geest een voorwaarde onderhandeld dat er in het complex ‘naar redelijke omstandigheden een theater moet kunnen worden uitgebaat’, waarbij zijzelf een overnamepartij aan mochten wijzen.
In 2022 opende in het souterrain van het pand de Parkzaal en Parkfoyer. Genoemd naar het aangelegen Postzegelpark aan de Nieuwezijds Voorburgwal.

### Overname
Eind 2023 werd bekend dat het Betty Asfalt Complex na 35 jaar wordt overgedragen aan een nieuwe eigenaar. Vanaf 1 juli 2024 wordt het theater gerund door collectief De Theatertroep. De groep werd aangewezen door Haenen en Van Geest. Met de overname krijgt het theater ook een nieuwe naam, namelijk Theater De Richel. Deze naam verwijst naar een theatercafé op De Nes met die naam dat tien jaar lang werd uitgebaat door De Theatertroep.